# House of the Dead II
House of the Dead II ist ein US-amerikanischer Horrorfilm aus dem Jahr 2005, der unter der Regie von Michael Hurst entstand. Die Videospieladaption basiert auf Motiven der gleichnamigen erfolgreichen Sega-Spielereihe, die schon zuvor als Vorlage für House of the Dead (2003) diente.

## Handlung
Der verrückte Professor Curien erforscht an der Cuesta Verde Universität das „Geheimnis des ewigen Lebens“ und experimentiert heimlich mit Leichen. Mit seinen illegalen Versuchen möchte er, seines selbstentwickelten Serums unsicher, Tote wieder zum Leben erwecken. Eines Tages wird ihm allerdings der Zugang zum Leichenhaus verwehrt, so dass er kurzerhand eine attraktive Studentin ermordet. Dieser getöteten Frau injiziert er sein geheimnisvolles Mittel, woraufhin die Probandin als sogenannter „hyper sapiens“, als Zombie, zu neuem Leben erwacht. Das Versuchsopfer weist kannibalistische Züge auf und tötet instinktgetrieben den Professor, wodurch dieser selbst in einen lebenden Toten verwandelt wird. Das nahegelegene Universitätsgelände wird so schnell mit mörderischen Invasoren verseucht.
29 Tage später befindet sich eine Sondereinheit der Regierung, welche aus Soldaten und Wissenschaftlern besteht, auf der Suche nach dem Ausgangspunkt der infektiösen Plage, um aus gewonnenen Blutproben von Erstinfizierten ein Antiserum zu entwickeln, das die gesamte Menschheit retten könnte. Gleichzeitig sucht man nach möglichen Überlebenden. Lieutenant Jake Ellis und Wissenschaftlerin Dr. Alex Morgan, genannt „Nightingale“, werden mit der heiklen Mission beauftragt, die sie zu dem verwüsteten Universitätscampus führt. Dort sollen die beiden, unterstützt von einem bewaffneten Team, einen Infizierten der ersten Generation in einer denkbar verlustreichen Operation binnen kürzester Zeit bergen. Andernfalls plant die Regierung das gesamte Areal zur allgemeinen Sicherheit weiträumig zu bombardieren.
In einem Rennen gegen die Zeit erkennen die Regierungseinheiten, dass sich nahezu das ganze durch unterirdische Tunnel verbundene Universitätsgelände in der Hand der Zombies befindet. Erschwerend kommt hinzu, dass sich die an der Mission beteiligten Organisationen, die Gesundheitsbehörde AMS und eine Militäreinheit, nicht wohlgesinnt sind und gegensätzliche Ziele verfolgen. Während die AMS eine Probe des hyper sapiens für die wissenschaftliche Auswertung benötigt, arbeiten die zwielichtigen Soldaten auf eigene Rechnung für ein profitgieriges Pharmaunternehmen. Mit zunehmender Dauer der Unternehmung nimmt die Zahl der Kämpfer rapide ab. Dennoch gelingt es Nightingale gemeinsam mit Ellis zu einem Gebäude vorzustoßen, welches das biochemische Laboratorium des Lehrinstituts beherbergt. Dort treffen sie auf zwei Überlebende, die sie über die jüngsten Ereignisse aufklären, bevor sie von heranstürmenden Wesen getötet werden. Nightingale und Ellis gelingt es, den Ursprung der Zombieseuche zu ergründen. Curien ist der Vater von Rudy, der im ersten Teil von House of the Dead gegen die Untoten kämpfen musste. Durch ihn ist Curien auf das „Geheimnis des ewigen Lebens“ gestoßen. Es gelingt den AMS-Leuten, eine Probe einer Erstinfizierten zu entnehmen, doch verlieren sie diese in einem erneuten Kampf gegen die allgegenwärtigen Untoten.
Vor dem Hintergrund eines drohenden Raketenbeschusses kehren die drei verbliebenen Mitglieder des Stoßtrupps Nightingale, Lt. Ellis und Lt. Henson ins Gebäude zurück und bergen eine neue Probe für die geplante Analyse. In dieser Mission wird Lt. Henson gebissen und somit infiziert. Die Probe wird später zerstört, als Lt. Ellis einem der geldgierigen Soldaten die Probe geben muss und dieser dann von Nightingale erschossen wird. Der Film endet für die beiden Überlebenden Dr. Alexandra Morgan und Jake Ellis als auch für die gesamte Menschheit in einem düsteren Endzeitszenario. Die Menschen einer angrenzen Großstadt werden von den Zombies überrannt. Versuche, sie aufzuhalten, scheitern, sodass man die Bereiche einfach isoliert, in der Hoffnung, bald ein Gegenmittel finden zu können.

## Kritiken
Das Lexikon des internationalen Films schrieb, der Film sei ein „Sequel, das sich ganz auf die Essenz des trivialen Genres“ konzentriere und „technisch durchaus ausgereift […] Angst und Schrecken“ verbreite.
Die Cinema schrieb, die „muntere Zombiejagd mit guten Masken und etwas Selbstironie“ sei „ziemlicher Stuss, aber besser als der grottige erste Teil“.